# Linoy Ashram
Linoy Ashram (Rishon LeZion, Israel, 13 de mayo de 1999) es una gimnasta rítmica israelí. Es 11 veces medallista mundial (6 platas y 5 bronces) y 6 veces medallista europea (2 oros, 2 platas y 2 bronces)
En los Juegos Olímpicos de Tokio 2020 ganó la medalla de oro por delante de Dina Averina. Es la primera gimnasta rítmica y primera mujer israelí en ganar una medalla de oro en los Juegos Olímpicos. También es la primera gimnasta rítmica no rusa, en ganar los Juegos Olímpicos, desde Kateryna Serebrianska de Ucrania, en Atlanta 1996. 